# Forever Your Girl (bài hát)
"Forever Your Girl" là một bài hát của nghệ sĩ thu âm người Mỹ Paula Abdul nằm trong album phòng thu đầu tay cùng tên của cô (1988). Được viết lời và sản xuất bởi Oliver Leiber, nó được phát hành như là đĩa đơn thứ tư trích từ album bởi Virgin Records vào ngày 20 tháng 2 năm 1989. Bài hát là tập hợp của nhiều thể loại âm nhạc khác nhau như R&B, new jack swing và dance-pop, với nội dung đề cập đến sự chung thủy trong tình yêu. Nữ ca sĩ nữ tuyên bố rằng, bất chấp những tin đồn rằng ai đó đang quan tâm đến cô ấy, cô ấy vẫn khẳng định rằng sẽ vẫn là "cô gái của anh mãi mãi." Phiên bản đĩa đơn của bài hát có một chút khác biệt so với bản gốc trong album, bổ sung thêm giọng nam và nhiều nhạc cụ khác nhau.
Sau thành công ngoài mong đợi "Straight Up", Virgin Records nhanh chóng phát hành đĩa đơn tiếp theo để thỏa mãn sự quan tâm của công chúng đối với Abdul. "Forever Your Girl" đạt vị trí số một trên bảng xếp hạng Billboard Hot 100, trở thành đĩa đơn quán quân thứ hai liên tiếp của Abdul tại Hoa Kỳ. Nó cũng đứng đầu bảng xếp hạng ở Canada, tuy nhiên chỉ đạt được những thứ hạng tương đối ở những quốc gia khác.
Video ca nhạc cho "Forever Your Girl" được đạo diễn bởi David Fincher, trong đó Abdul đóng vai trò một biên đạo múa và chỉ đạo một màn trình diễn của một nhóm trẻ em (bao gồm Trevor Wright 6 tuổi, Elijah Wood 8 tuổi và Nikki Cox 10 tuổi). Nó nhận được những phản ứng tích cực từ các nhà phê bình âm nhạc, và giúp thiết lập Abdul như là một nghệ sĩ hàng đầu trong việc tạo ra những tác phẩm xuất sắc về mặt thị giác.

## Danh sách bài hát
Đĩa 12" và 33 ⅓ RPM tại Mỹ
- A1. "Forever Your Girl" (bản 12") – 6:33
- A2. "Forever Your Girl" (Yo! Greg bản Dub) – 5:45
- B1. "Forever Your Girl" (Saunderson-Grosse House Of Love Mix) – 6:33
- B2. "Forever Your Girl" (Kevin Saunderson Club Mix) – 6:52
- B3. "Next To You" – 4:26

Đĩa 12" và 45 RPM tại châu Âu
- A1. "Forever Your Girl" (Saunderson-Grosse House Of Love Mix) – 6:33
- B1. "Next To You" – 4:26
- B2. "Straight Up" (Kevin Saunderson Club Mix) (Kevin Saunderson Club Mix) – 6:52

## Xếp hạng
| Bảng xếp hạng (1989)                     | Vị trí cao nhất |
| ---------------------------------------- | --------------- |
| Úc (ARIA)                                | 51              |
| Bỉ (Ultratop 50 Flanders)                | 17              |
| Canada (The Record)                      | 1               |
| Canada (RPM)                             | 1               |
| Canada Dance (RPM)                       | 2               |
| Đức (Official German Charts)             | 17              |
| Ireland (IRMA)                           | 21              |
| Hà Lan (Dutch Top 40)                    | 13              |
| Hà Lan (Single Top 100)                  | 13              |
| New Zealand (Recorded Music NZ)          | 11              |
| Thụy Sĩ (Schweizer Hitparade)            | 24              |
| Anh Quốc (OCC)                           | 24              |
| Hoa Kỳ Billboard Hot 100                 | 1               |
| Hoa Kỳ Adult Contemporary (Billboard)    | 11              |
| Hoa Kỳ Dance Club Songs (Billboard)      | 28              |
| Hoa Kỳ Hot R&B/Hip-Hop Songs (Billboard) | 54              |

| Bảng xếp hạng (1989)     | Vị trí |
| ------------------------ | ------ |
| Canada Top Singles (RPM) | 22     |
| US Billboard Hot 100     | 30     |

## Chứng nhận
| Quốc gia                                                                           | Chứng nhận | Số đơn vị/doanh số chứng nhận |
| ---------------------------------------------------------------------------------- | ---------- | ----------------------------- |
| Hoa Kỳ (RIAA)                                                                      | Vàng       | 500.000^                      |
| * Chứng nhận dựa theo doanh số tiêu thụ. ^ Chứng nhận dựa theo doanh số nhập hàng. |            |                               |